# Soledad (Emilio José)
Soledad (vert. eenzaamheid) is een lied van de Spaanse singer-songwriter Emilio José. In 1973 won José met dit lied het Internationale Songfestival van Benidorm (Festival Internacional de la Canción de Benidorm). Hij bracht het in dat jaar ook uit op een single in Spanje en het jaar erop in Duitsland.
De Tsjechische zanger Karel Gott bracht vrij snel een Duitstalige versie van het lied uit op een single (Weine nicht, 1974). Nana Mouskouri kwam ook met covers. Van haar verschenen singles in het Frans (Soledad, 1974) en Duits (Adios, 1975). In 1991 verscheen nog een deels Spaanse deels Engelse single van Piet Veerman. De versies van José, Mouskouri en Veerman verschenen daarnaast op allerlei verzamelalbums van hun eigen werk of samen met liedjes met anderen.

## Piet Veerman
Piet Veerman bracht het nummer in 1991 uit op een single. Deze verscheen in elk geval in Oostenrijk, mogelijk ook in andere landen. Er zijn geen hitnoteringen van het nummer bekend. Op de B-kant staat het nummer Hélène. Beide nummers verschenen verder op zijn album Future (1991) en op zijn verzamelalbum Sailin' home (Het beste van Piet Veerman) (1996).
De tekst van zijn single is deels in het Engels en deels in het Spaans. Het lied brengt een ode aan de eenzaamheid.
Als songwriter van Veermans nummer is op de elpee Sailin' home Roberto Delgado opgevoerd, wat een pseudoniem is voor de Duitse componist Horst Wende. Emilio José, artiestennaam van José Emilio López Delgado, is echter de componist en de schrijver van de Spaanse regels. Of Wende de Engelse regels schreef wordt niet verklaard.